# Donji Grad
Donji Grad is een van de stadsdelen van de Kroatische hoofdstad Zagreb. Donji Grad ligt in het centrale gedeelte van de stad en telt (per 2001) 45.108 inwoners.
Brezovica · Črnomerec · Donja Dubrava · Donji Grad · Gornja Dubrava · Gornji Grad - Medveščak · Maksimir · Novi Zagreb - istok · Novi Zagreb - zapad · Peščenica - Žitnjak · Podsljeme · Podsused - Vrapče · Sesvete · Stenjevec · Trešnjevka - jug · Trešnjevka - sjever · Trnje